# Kazarman
Kazarman (Kirgizisch en Russisch: Казарман) is een Kirgizisch dorp en het bestuurlijke centrum van het district Toguz-Toro in de oblast Jalal-Abad. Het is gelegen aan de rivier Naryn. In 2009 had het dorp 9486 inwoners.

## Economie
Kazarman was een dorp van gouddelvers die werkzaam waren in de open goudmijn Makmal, net ten zuiden van het dorp. Door uitputting van de mijn levert deze weinig werkgelegenheid en inkomen meer op. De goudproductie is teruggelopen van 3 ton per jaar in de jaren 1985-1995 tot minder dan 600 kilo per jaar sinds het begin van de 21ste eeuw. Hierdoor is het dorp in verval geraakt. Het dorp heeft een slechte reputatie omwille van de geïsoleerde ligging, de corruptie en criminaliteit die met het gouddelven verbonden waren en het verval en de armoede die het dorp getroffen hebben. Ook heeft de goudwinning veel milieuschade veroorzaakt.
In de Naryn-rivier gaat nabij het dorp een waterkrachtcentrale gebouwd worden.

## Transport
Een weg naar het zuidwesten verbindt het dorp met de stad Jalal-Abad. In oostelijke richting loopt een weg naar de stad Naryn. Kazarman is in de winter afgesloten van de buitenwereld door sneeuw die de toegangswegen blokkeert.
Nabij het dorp is een klein vliegveld dat in bruikbare conditie is, maar waarvan onduidelijk is of het effectief in gebruik is.

## Cultuur
Ten zuiden van het dorp bevindt zich Saimaluu-Tash, een site met enkele duizenden rotstekeningen (petrogliefen) van rond het jaar duizend voor onze jaartelling.